# Gare de Ballens
 (décembre 2023).
Si vous disposez d'ouvrages ou d'articles de référence ou si vous connaissez des sites web de qualité traitant du thème abordé ici, merci de compléter l'article en donnant les références utiles à sa vérifiabilité et en les liant à la section « Notes et références ».
La gare de Ballens est une gare ferroviaire suisse de la ligne de Bière à Morges, située sur le territoire de la commune de Ballens dans le canton de Vaud.

## Situation ferroviaire
Établie à 710 mètres d'altitude, la gare de Ballens est située au point kilométrique (PK) 15.59 de la ligne de Bière à Morges. Elle se trouve entre les gares de Bière et Apples.
C'est une gare de croisement avec deux voies et deux quais dont un quai est latéral et l'autre est central.